# Dag Hammarskjölds Allé
Dag Hammarskjölds Allé er en allé i Indre By (København), som går fra Østerport Station til Lille Triangel. Gaden fik sit navn i 1962 efter FN's generalsekretær Dag Hammarskjölds død året før. Før 1962 var denne strækning del af Østerbrogade. Den brede strækning er flankeret af allétræer (lindetræer), der vidner om, at den var indfaldsvejen til Østerport, da København endnu var omgivet af volde. Alleen var plantet på initiativ af general Ernst Peymann i 1787.

## Kendte institutioner og bygninger på Dag Hammarskjölds Allé
- Nr. 10: Garnisons Kirkegård.
- Nr. 13: Bladkompagniets gamle hovedkontor.
- Nr. 17 (opr. 7D): Skolen Institut Sankt Joseph tegnet af Christian Mandrup-Poulsen 1914-15.
- Nr. 19: Østerbro Bibliotek
- Nr. 24: Den amerikanske ambassade tegnet af Ralph Rapson 1952-54.
- Nr. 26: Konsul Franz Norstrands villa, der tidligere husede Canadas ambassade og i mange år var Canadas ambassadørbolig. Anders Kirk Johansen, arving til Lego, købte villaen i 2011, men bor der ikke.[2] I dag kan den lejes som eksklusiv villa, under navnet Villa Canada. Den er tegnet af Albert Oppenheim 1929.
- Nr. 28: Villaen Lille Amalienborg, der tidligere husede Dansk Røde Kors, er tegnet af Carl Brummer 1918.
- Nr. 30: Unitarernes Hus tegnet af Carl Brummer 1927.
- Nr. 35: Holmens Kirkegård.